# F.K. Dinamo Moskva
Dinamo Moskva (tiếng Nga: Дина́мо Москва́ [dʲɪˈnamə mɐˈskva]) là một câu lạc bộ bóng đá của Nga có trụ sở tại Moskva hiện đang chơi ở giải bóng đá ngoại hạng Nga. Áo đấu truyền thống của câu lạc bộ có màu xanh dương và trắng. Khẩu hiệu của Dinamo là "Sức mạnh là Động lực", do nhà văn nổi tiếng Liên Xô Maksim Gorky đề xuất, ông từng là thành viên tích cực của hiệp hội thể thao Dinamo.
Dinamo Moskva là câu lạc bộ bóng đá lâu đời nhất nước Nga và là câu lạc bộ duy nhất luôn góp mặt tại giải cao nhất của Liên Xô (dưới thời Xô viết, chia sẻ thành tích này còn có Dynamo Kiev). Dynamo Moscow đã từng xuống hạng một lần, vào mùa 2015-16 vì thành tích bết bát của họ. Dù vậy, câu lạc bộ này chưa bao giờ giành danh hiệu vô địch ngoại hạng Nga bây giờ.
Dưới thời Xô viết, nó được đỡ đầu bởi Bộ Nội vụ Liên Xô và KGB và thuộc Hiệp hội Thể thao Dinamo. Ngày 10 tháng 4 năm 2009, ngân hàng VTB nắm giữ 74% cổ phần câu lạc bộ.

## Cầu thủ

### Đội hình hiện tại
RPL official website Lưu trữ ngày 31 tháng 8 năm 2014 tại Wayback Machine

Ghi chú: Quốc kỳ chỉ đội tuyển quốc gia được xác định rõ trong điều lệ tư cách FIFA. Các cầu thủ có thể giữ hơn một quốc tịch ngoài FIFA.
| Số | VT | Quốc gia | Cầu thủ            |
| -- | -- | -------- | ------------------ |
| 1  | TM | Nga      | Anton Shunin       |
| 2  | HV | Uruguay  | Guillermo Varela   |
| 3  | HV | Nga      | Zaurbek Pliyev     |
| 4  | HV | Nga      | Sergei Parshivlyuk |
| 5  | HV | Paraguay | Fabián Balbuena    |
| 7  | HV | Nga      | Dmitri Skopintsev  |
| 8  | TV | Croatia  | Nikola Moro        |
| 9  | TĐ | Cameroon | Clinton N'Jie      |
| 10 | TĐ | Nigeria  | Sylvester Igboun   |
| 15 | HV | Nga      | Saba Sazonov       |
| 18 | HV | Ukraina  | Ivan Ordets        |
| 19 | TĐ | Nga      | Daniil Lesovoy     |
| 20 | TĐ | Nga      | Vyacheslav Grulyov |

| Số | VT | Quốc gia | Cầu thủ             |
| -- | -- | -------- | ------------------- |
| 24 | HV | Nga      | Roman Yevgenyev     |
| 25 | TV | Nga      | Denis Makarov       |
| 31 | TM | Nga      | Igor Leshchuk       |
| 45 | TM | Nga      | David Sangaré       |
| 47 | TV | Nga      | Arsen Zakharyan     |
| 50 | HV | Nga      | Aleksandr Kutitsky  |
| 53 | TV | Ba Lan   | Sebastian Szymański |
| 70 | TĐ | Nga      | Konstantin Tyukavin |
| 74 | TV | Nga      | Daniil Fomin        |
| 90 | TV | Nga      | Vladislav Galkin    |
| 91 | TĐ | Nga      | Yaroslav Gladyshev  |
| 93 | HV | Uruguay  | Diego Laxalt        |

#### Cầu thủ cho mượn
Ghi chú: Quốc kỳ chỉ đội tuyển quốc gia được xác định rõ trong điều lệ tư cách FIFA. Các cầu thủ có thể giữ hơn một quốc tịch ngoài FIFA.
| Số | VT | Quốc gia | Cầu thủ                                    |
| -- | -- | -------- | ------------------------------------------ |
| —  | HV | Nga      | Sergei Slepov (tại FC Rotor Volgograd)     |
| —  | TV | Gruzia   | Luka Gagnidze (tại FC Ural Yekaterinburg)  |
| —  | TV | Nga      | Ilya Gomanyuk (tại FC Volgar Astrakhan)    |
| —  | TV | Nga      | Vladislav Karapuzov (tại FC Akhmat Grozny) |

| Số | VT | Quốc gia | Cầu thủ                                         |
| -- | -- | -------- | ----------------------------------------------- |
| —  | TV | Nga      | Igor Shkolik (tại FC Rotor Volgograd)           |
| —  | TĐ | Nga      | Maksim Danilin (tại FC Neftekhimik Nizhnekamsk) |
| —  | TĐ | Nga      | Nikolay Komlichenko (tại FC Rostov)             |

## Thành tích

### Giải quốc nội
- Giải vô địch bóng đá Liên Xô / Giải bóng đá ngoại hạng Nga: 11

1936, 1937, 1940, 1945, 1949, 1954, 1955, 1957, 1959, 1963, 1976
- Á quân (11): 1936, 1946, 1947, 1948, 1950, 1956, 1958, 1961, 1967, 1970, 1986

- Cúp Liên Xô / Cúp Nga: 7

1937, 1953, 1967, 1970, 1977, 1984, 1995
- Á quân (5): 1945, 1949, 1950, 1955, 1979

- Siêu cúp Liên Xô / Siêu cúp Nga: 1

1977
- Á quân (1): 1984